# Емилия Йорданова
Емилия Йорданова е българска биатлонистка.

## Биография
Родена е на 5 май 1989 година в Троян. Тренира в местния клуб „Аякс – Троян“ и се състезава от 2002 година. През 2015 година участва на световното първенство в Контиолахти.
Печели бронз в смесената щафета (заедно с Краси Анев, Владимир Илиев и, Силвия Георгиева от Универсиадата в Ерзурум (Турция) 2013/2014

## Олимпийски игри
| Игри           | Индивидуално | Спринт | Преследване | Щафета | Смесена щафета |
| -------------- | ------------ | ------ | ----------- | ------ | -------------- |
| Пьонгчанг 2018 | 82-ро        | 60-о   | 55-о        | 16-о   | 17-о           |